# Codiaeum trichocalyx
Codiaeum trichocalyx är en törelväxtart som beskrevs av Elmer Drew Merrill. Codiaeum trichocalyx ingår i släktet Codiaeum och familjen törelväxter. Inga underarter finns listade i Catalogue of Life.